# 1. Tennis-Bundesliga (Herren) 2000
In der 29. Saison der Tennis-Bundesliga der Herren 2000 wurde die Mannschaft des ETuF Essen Deutscher Meister.

## Saisonüberblick
Der deutsche Meister 2000 wurde in zwei Finalspielen des Tabellenersten gegen den Tabellenzweiten ermittelt, wobei jeder Verein einmal Heimrecht besaß. Der ETuF Essen konnte sich in beiden Spielen gegen TC Blau-Weiss Neuss durchsetzen. Das Hinspiel gewann ETuF klar mit 8:1 und das Rückspiel knapp mit 5:4.
Der LTTC Rot-Weiß Berlin musste nach 22 Jahren Zugehörigkeit zur 1. Bundesliga absteigen, ebenso der HTC Blau-Weiß Krefeld, der auch schon 10 Jahre im Oberhaus vertreten war.

## Abschlusstabelle
|      | Mannschaft                | Begegnungen | Punkte | Matches | Sätze   | Spiele |
| ---- | ------------------------- | ----------- | ------ | ------- | ------- | ------ |
| 01.  | ETuF Essen (M)            | 9           | 8:1    | 62:19   | 132:54  |        |
| 02.  | TC Blau-Weiss Neuss       | 9           | 7:2    | 52:29   | 111:72  |        |
| 03.  | Dinslakener TG Blau-Weiss | 9           | 7:2    | 52:29   | 114:78  |        |
| 04.  | TK Grün-Weiss Mannheim    | 9           | 7:2    | 51:30   | 114:76  |        |
| 05.  | Rochusclub Düsseldorf     | 9           | 6:3    | 40:41   | 091:95  |        |
| 06.  | Wacker Burghausen (N)     | 9           | 3:6    | 32:49   | 077:107 |        |
| 07.  | Kahlenberger HTC (N)      | 9           | 3:6    | 30:51   | 084:108 |        |
| 08.  | 0 TC Rot-Weiß Hagen       | 9           | 2:7    | 33:48   | 079:112 |        |
| 09.  | HTC Blau-Weiß Krefeld     | 9           | 2:7    | 31:50   | 083:114 |        |
| 010. | LTTC Rot-Weiß Berlin      | 9           | 0:9    | 22:59   | 061:130 |        |

|                      |                                                 |
| Zum Saisonende 1999: |                                                 |
| (M)                  | Meister, Meister in der Vorsaison               |
| (N)                  | Neuling, Aufsteiger aus der Tennis-Regionalliga |

| Zum Saisonende 2000:                                                             |
| Meister Finalspielteilnehmer Absteiger in die 2. Tennis-Bundesliga (Herren) 2001 |